# جيليانو فاينالدوم
جيليانو فاينالدوم (بالهولندية: Giliano Wijnaldum)‏ (31 أغسطس 1992 بروتردام في هولندا - ) هو لاعب كرة قدم هولندي في مركز الدفاع. شارك مع منتخب هولندا تحت 17 سنة لكرة القدم ومنتخب هولندا تحت 19 سنة لكرة القدم. أما مع النوادي، فقد لعب مع إي زد ألكمار وغو أهد إيغلز ونادي بوخوم ونادي غرونينغن.

## وصلات خارجية
- جيليانو فاينالدوم على موقع الدوري الأمريكي (الإنجليزية)
- جيليانو فاينالدوم على موقع قاعدة بيانات كرة القدم.إي يو (الإنجليزية)
- جيليانو فاينالدوم على موقع بيانات كرة القدم. دي إي (الألمانية)
- جيليانو فاينالدوم على موقع ليكيب (الفرنسية)
- جيليانو فاينالدوم على موقع Soccerbase.com (لاعب) (الإنجليزية)
- جيليانو فاينالدوم على موقع Soccerway.com (الإنجليزية)
- جيليانو فاينالدوم على موقع عالم كرة القدم.نت (الإنجليزية)